# Dernell Every
Dernell E. Every, född 18 augusti 1906 i Athens i New York, död 11 september 1994 i Mount Kisco i New York, var en amerikansk fäktare.
Every blev olympisk bronsmedaljör i florett vid sommarspelen 1932 i Los Angeles.